# Corydalis flavula
Corydalis flavula är en vallmoväxtart som först beskrevs av Constantine Samuel Rafinesque, och fick sitt nu gällande namn av Dc.. Corydalis flavula ingår i släktet nunneörter, och familjen vallmoväxter. Inga underarter finns listade i Catalogue of Life.

## Bildgalleri

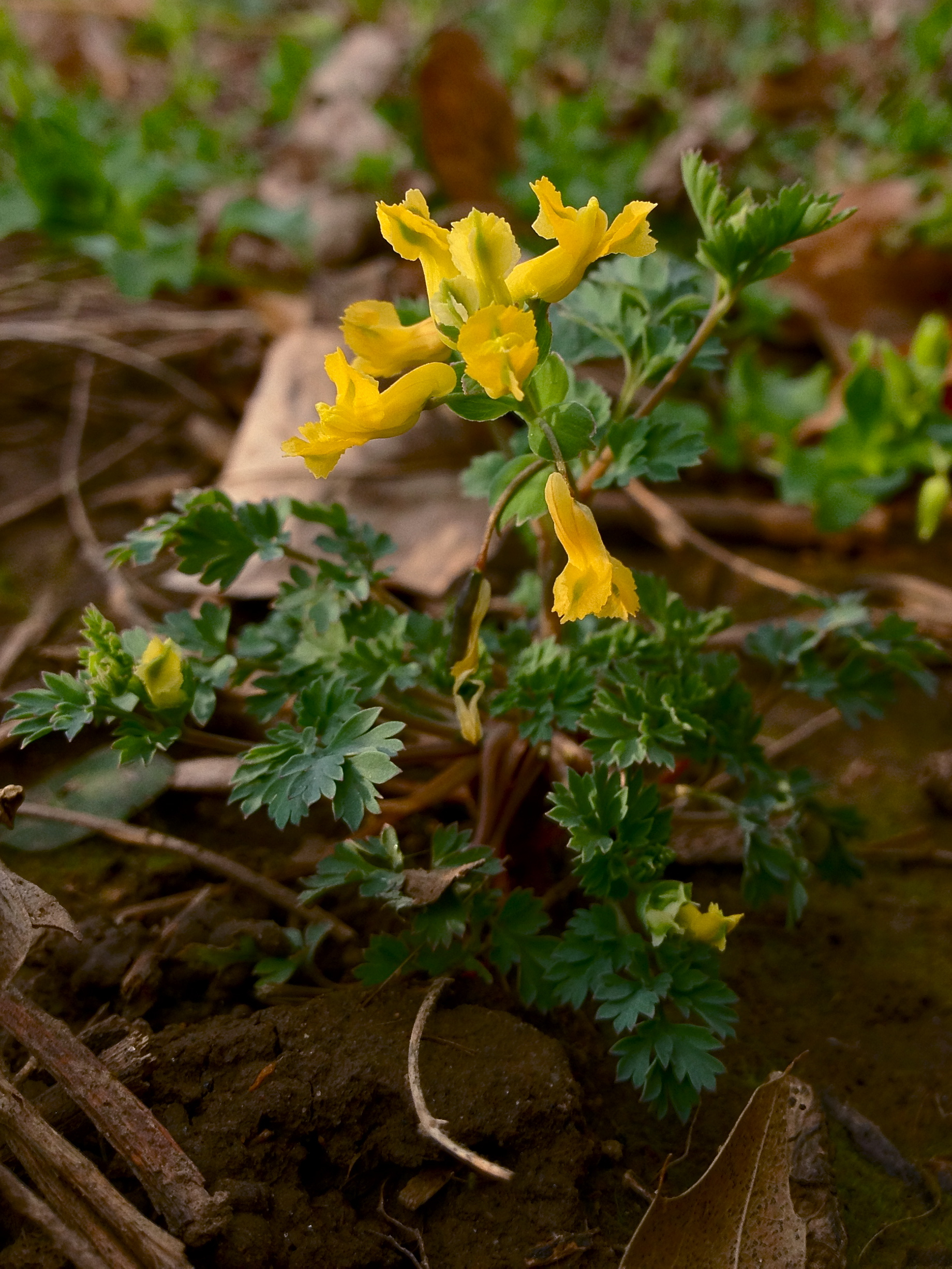
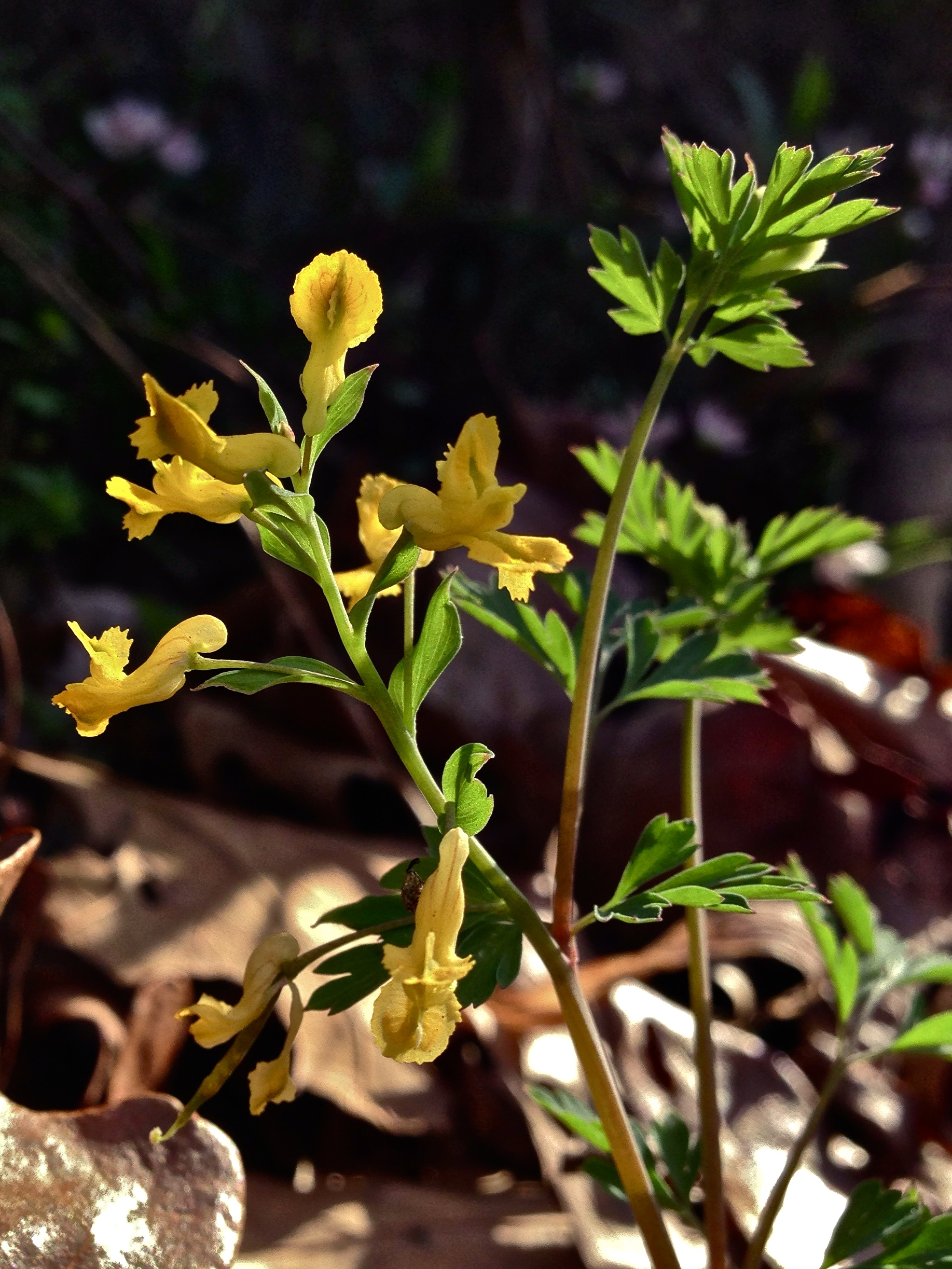
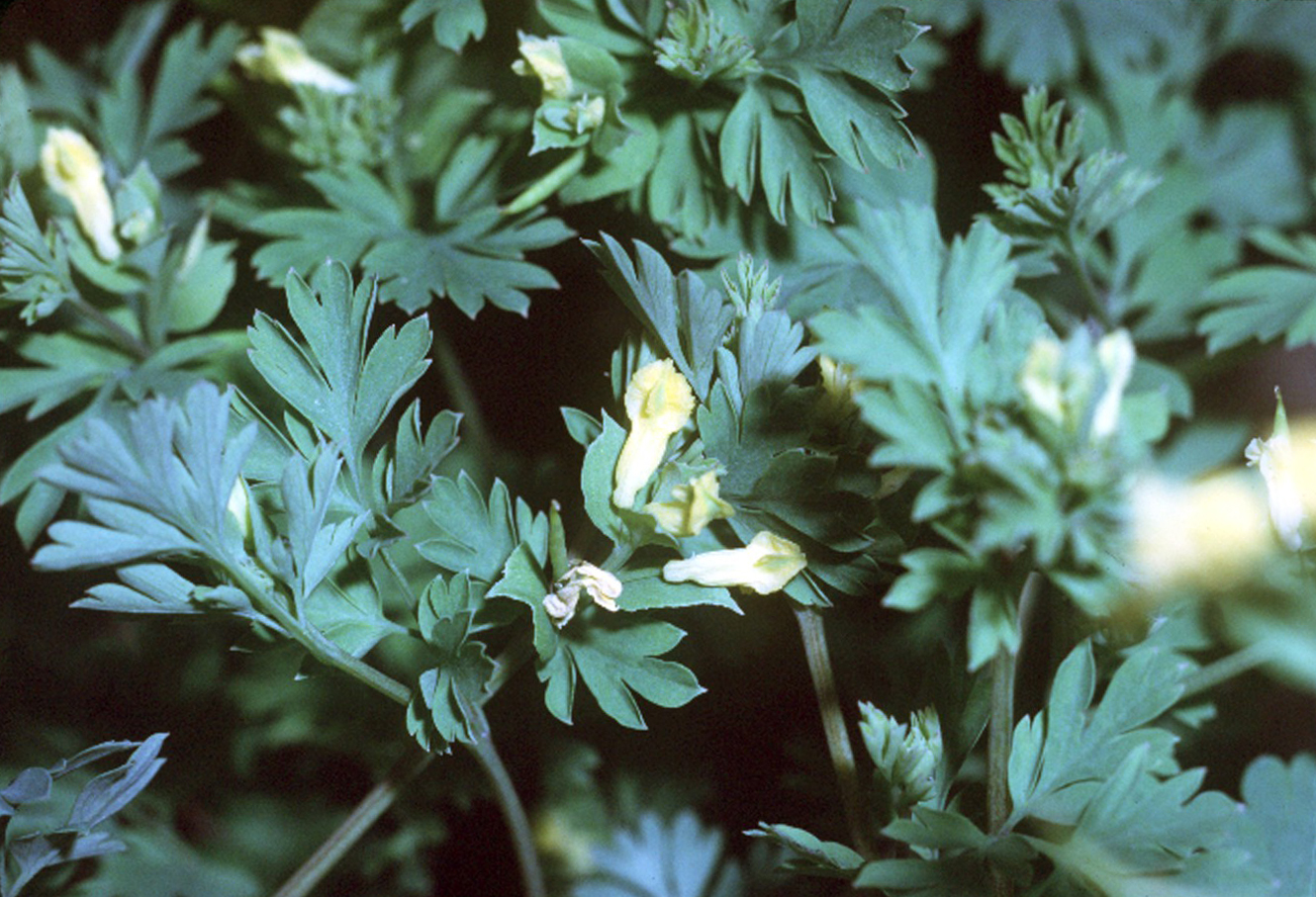